# Twin Groves (Arkansas)
Twin Groves – miasto w Stanach Zjednoczonych, w stanie Arkansas, w hrabstwie Faulkner.